# BMD-3
Le BMD-3 est un véhicule de combat d'infanterie soviétique aérotransportable et largable introduit en 1990 en remplacement du BMD-2, qu'il n'a pourtant pas entièrement remplacé à cause de l'effondrement de l'URSS en 1991. Il est en service au sein des troupes aéroportées de la fédération de Russie. Sa principale caractéristique est de pouvoir être parachuté par largage aérien.

## Développement
Avec l'arrivée du futur BMP-3 à partir de 1983, une version plus légère de ce dernier et possiblement aérolargable est souhaitée par les VDV. 
C'est la raison de la demande d'un nouveau véhicule de combat d'infanterie aérolargable et amphibie qui a été transférée au SKB VgTZ (ru) sous la direction de A. V. Shabalin (ru) sur la base d'une version du futur BMP-3 avec une masse de 12,5 tonnes ne comportant qu'un canon de de calibre 30mm 2A42. Ce blindé fut désigné sous le nom Object 950 et va se voir ajouter deux mitrailleuses PKT de calibre 7,62mm, une en coaxiale du canon mais aussi une dans la caisse. Le char reçoit aussi un lance-grenades automatique AGS-17.
Contrairement au BMP-3 et son UTD-29, le BMD-3 possède le moteur 2V-06-2.
Le BMD-3 fut adopté en 1990 en URSS mais les premiers lots venant de Volgograd ne sont arrivés qu'en 1991, peu de temps avant la chute de l'Union soviétique. Le BMD-3 va continuer sa production en Russie jusqu'en 1997.

## Caractéristiques

### Armement

#### Armement principal
Le BMD-3 est équipé d'un canon de 30mm 2A42 possédant 500 coups maximum avec un stabilisateur à deux plans 2E36-4 ou 2E36-5. La vitesse maximale de rotation de la tourelle est de 6°/s et une élévation de 35°/s. Le canon peut s'abaisser jusqu'à -5° et s'élever jusqu'à 74°.

#### Armement secondaire
Le BMD-3 possède un lanceur pour les missiles 9M113 Konkurs ou 9K111 Fagot ; deux mitrailleuses PKT avec une en coaxiale, une en caisse ; un support pour une mitrailleuse RPKS-74 de 5,45mm et un lance-grenades AG-17 en caisse du véhicule.

### Blindage
Le blindage du véhicule résiste aux balles de 7,62mm et sur la face avant aux munitions de 12,7mm américaines.

### Mobilité

#### Moteur
Le BMD-3 est équipé du moteur 2V-06-2 de 6 cylindres dérivé du 2V-06 développant 450 ch.

#### Transmission
Le BMD-3 est équipé d'une transmission à 5 vitesses avant et arrière.

#### Maniabilité
Le BMD-3 peut atteindre la vitesse de 70 km/h sur route et roule au maximum à 47-49 km/h hors-route. En baignade le véhicule se déplace à 10 km/h maximum.

### Équipement

#### Optiques
Le commandant possède un désignateur de cible TKN-3MB, deux dispositifs à prisme TNPO-170A, de périscopes TNPT-1 et 1PZ-3 avec un grossissement entre x1,2 et x4.
Le tireur a à sa disposition un périscope de tir diurne et nocturne BPK-1-42.
Un projecteur infrarouge OU-5-1 permet le combat de nuit.

#### Radio
Le BMD-3 possède un émetteur-récepteur R-173 avec un interphone R-174.

#### Lame de déblaiement
Le BMD-3 présente une lame de déblaiement à l'avant du véhicule d'une masse de 190 kg.

#### Lances-pots fumigènes
Le BMD-3 est équipé de 3 lances-pots fumigènes sur le côté de la tourelle avec le système 902V.

#### ProtectionNRBC
Le BMD-3 pour se protéger des risques NRBC est équipé d'un capteur GD-1 et un ventilateur dans le compartiment de combat.

#### Extincteur
Un extincteur automatique 112V2 avec deux charges est présent mais aussi deux extincteurs manuels OU-2.

#### Module d'alimentation
Le BMD-3 est équipé d'un module d'alimentation GTA-18 permettant l'alimentation électrique de tous les dispositifs internes.

## Variantes

### BMD-3K
Variante de commandement du BMD-3 adoptée par l'armée russe en 1996. Pas de production de masse. Le BMD-3K possède une radio R-173 supplémentaire alimentée via un module de charge.

## Véhicules dérivés

### 2S25 (Object 952)
Chasseur de char basé originellement sur le châssis de l'Object 934 puis sur celui du BMD-3, il entre en service en 2005.

### BTR-MD“Rakushka” (Object 955)
Véhicule multirôle pour le transport de troupes, essence, munitions, et ambulance, ainsi que mortier automoteur. il entre en service en 2016.

### BTR-MDM
Version modernisée du BTR-MD.

### RKhM-5 (Object 958)
Reconnaissance chimique introduit en 2011.

### BMD-4 (Object 960)
BMD-3 équipé d'un module "Batchka-U" qui dispose d'un canon de calibre 100mm 2A70 et un canon de 30mm 2A72. Il fut introduit en 2004.

### BMM-D
Véhicule poste de commandement et du génie militaire.

## Opérateurs actuels
Angola

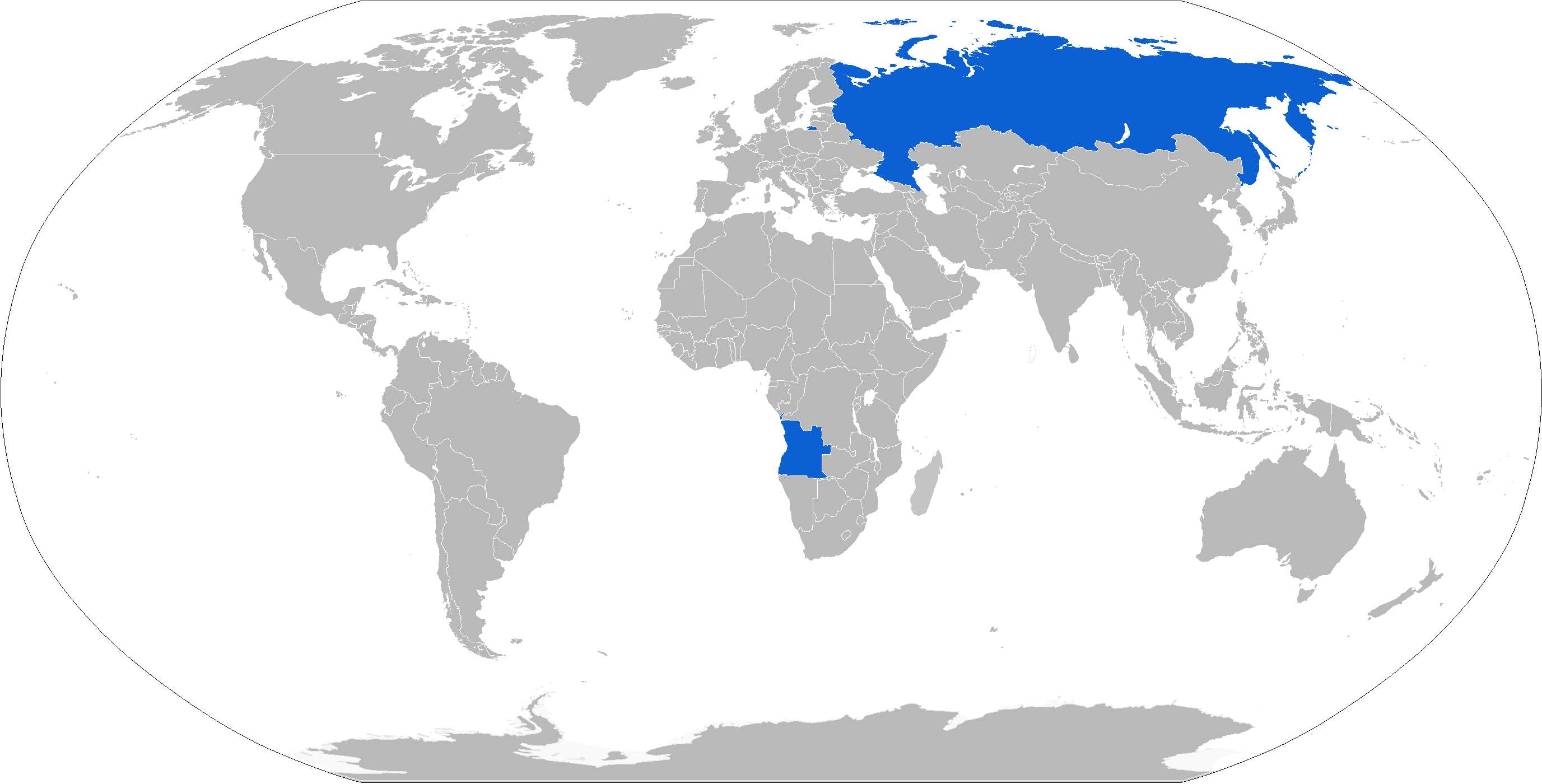
Opérateurs du BMD-3 en bleu

- Forces armées angolaises – 10 livrés, nombre encore en service inconnu en 2012[5],[6]

 Russie
- Troupes aéroportées de la fédération de Russie – Environ 100 BMD-3 en service actif en 2012[7]. Plus de 60 BMD-4s, élevés aux normes du BMD-3 ou nouvellement construits sont en service actif[réf. nécessaire].

## Galerie d'images

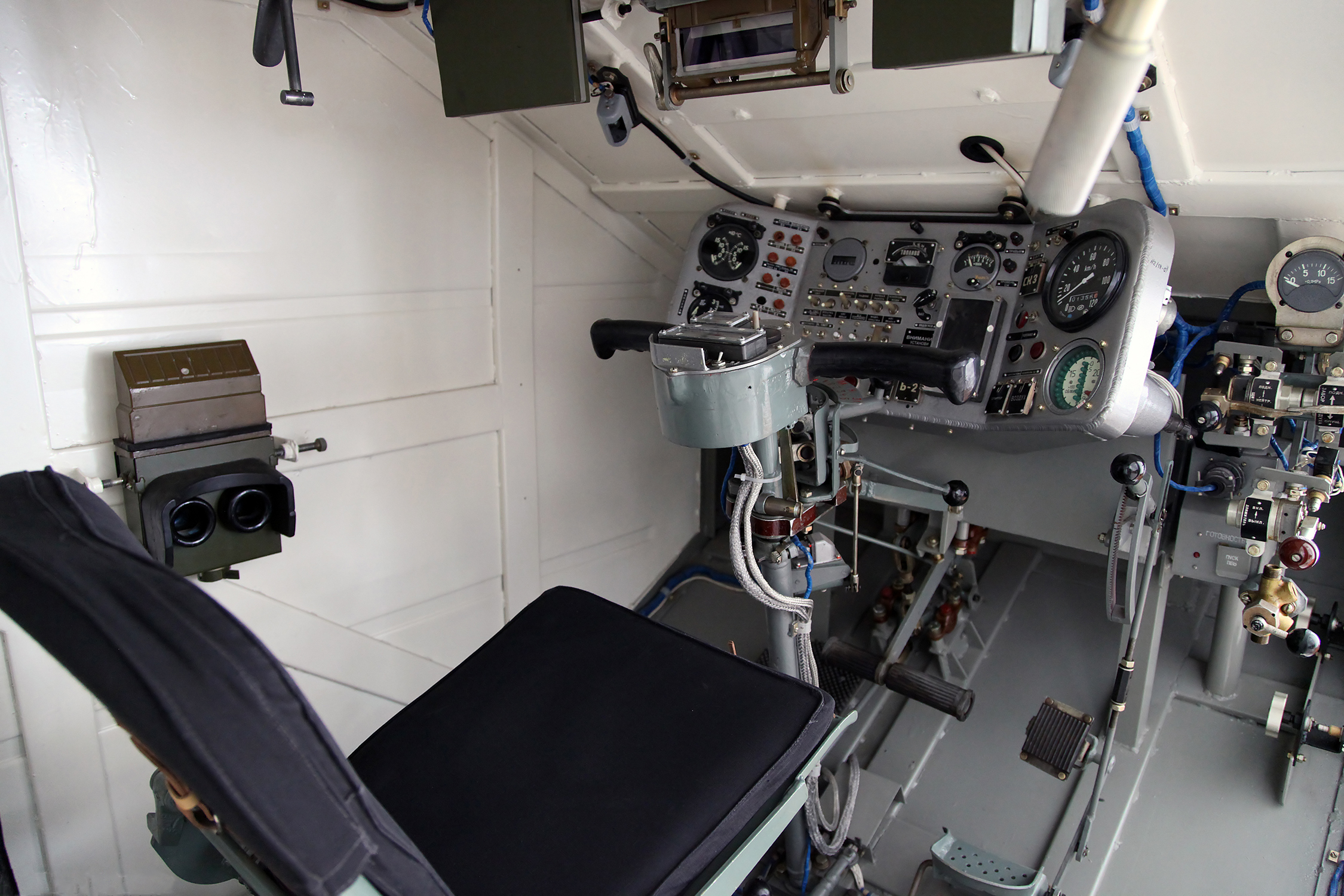
Simulateur de BMP-3
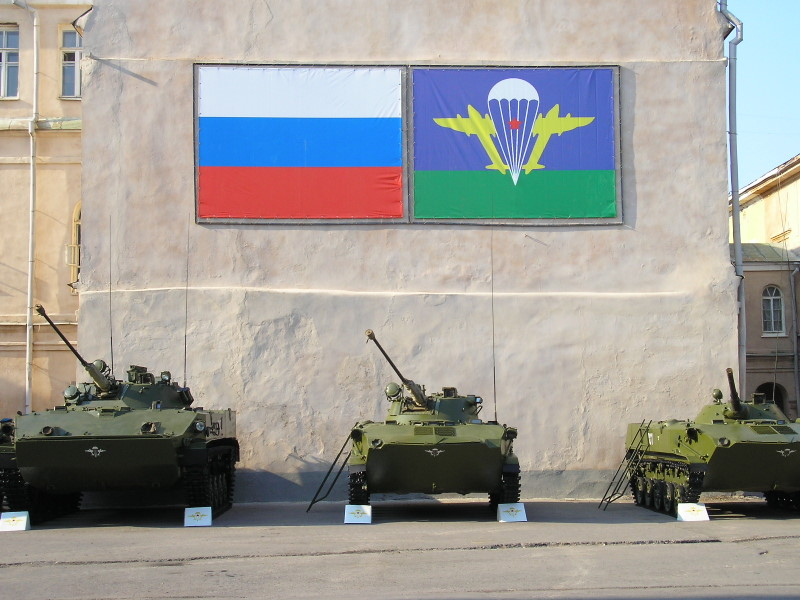
Différents véhicules de la série,
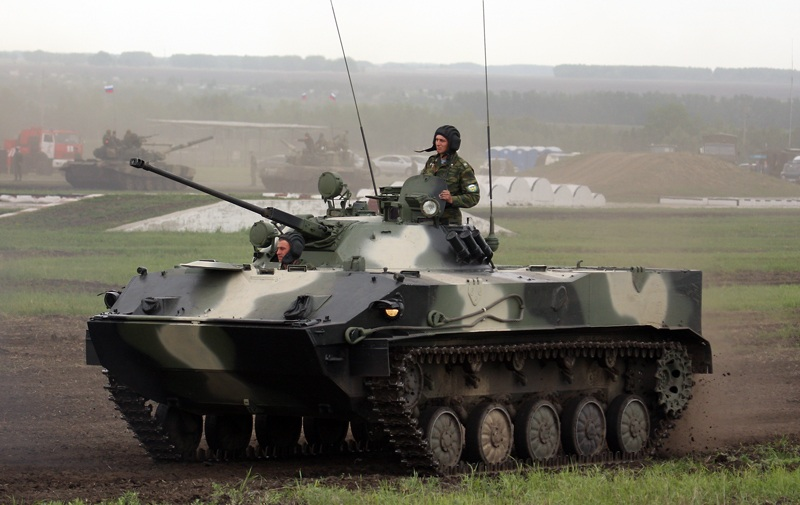
Véhicule de combat BMD-3 à l'exposition VTVT-Omsk-2009.
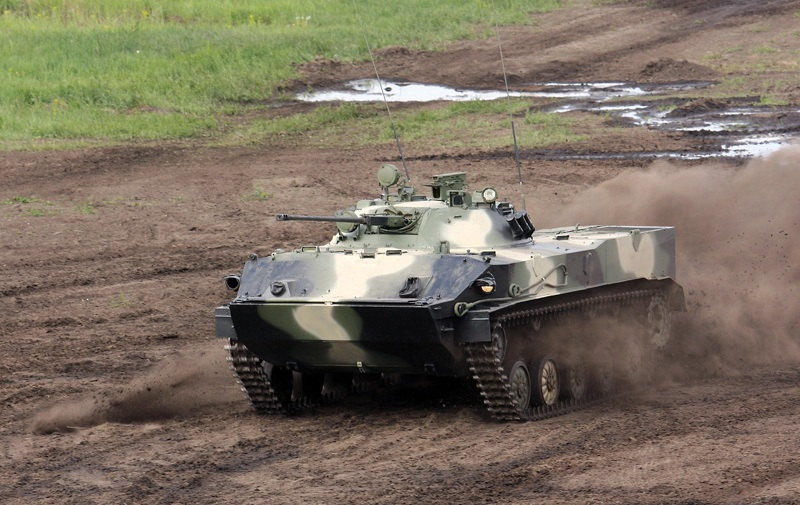
Véhicule de combat BMD-3 à l'exposition VTVT-Omsk-2009.
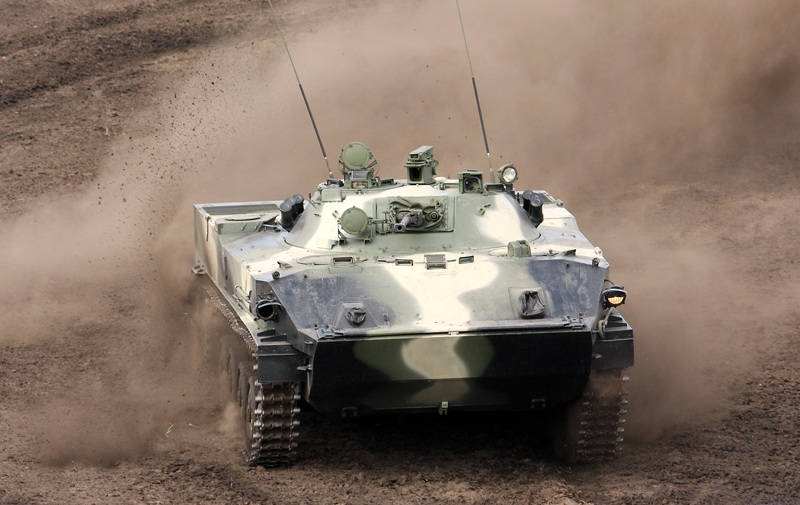
Véhicule de combat BMD-3 à l'exposition VTVT-Omsk-2009.
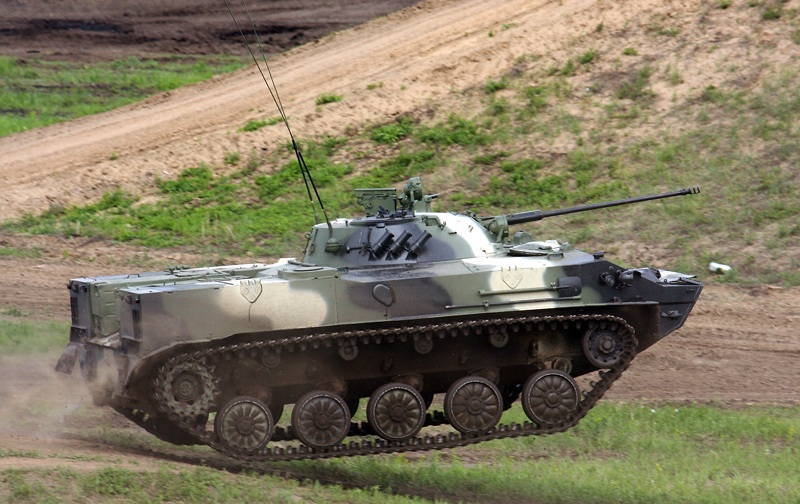
Véhicule de combat BMD-3 à l'exposition VTVT-Omsk-2009.